# 진안 평지리 이팝나무 군
진안 평지리 이팝나무 군(鎭安 平地里 이팝나무 群)은 대한민국 전북특별자치도 진안군 마령면 평지리, 마령초등학교에 있는 이팝나무이다.1968년 11월 25일 대한민국의 천연기념물 제214호로 지정되었다.

## 개요
이팝나무란 이름은 꽃이 필 때 나무 전체가 하얀꽃으로 뒤덮여 이밥, 즉 쌀밥과 같다고 하여 붙여진 것이라고도 하고, 여름이 시작될 때인 입하에 꽃이 피기 때문에 ‘입하목(立夏木)’이라 부르다가 이팝나무로 부르게 되었다고도 한다. 곳에 따라서는 나무의 꽃이 활짝 피면 풍년이 든다는 이야기도 있다.
진안 평지리 이팝나무의 나이는 약 280살 정도이고, 높이는 13m 내외이며, 가슴높이 둘레는 1.18m에서 2.52m까지 된다. 마령초등학교 운동장 좌우담장 옆에 7그루가 모여 자란다. 이 지역사람들은 이팝나무를 이암나무 또는 뻣나무라고 부르기도 한다. 이팝나무가 모여 자라는 곳은 어린 아이의 시체를 묻었던 곳이라 하여 ‘아기사리’라고 부르며 마을 안에서 보호하고 있었으나 초등학교가 생기면서 학교 안으로 들어가게 되었다.
진안 평지리 이팝나무는 이와 같은 조상들의 보살핌 가운데 살아온 문화적 자료로서 뿐만 아니라, 한반도 서해안 내륙의 이팝나무가 살 수 있는 가장 북쪽지역으로서 식물분포학적 연구가치도 크므로 천연기념물로 지정·보호하고 있다.

## 현지 안내문
이 이팝나무는 물푸레나무과에 딸린 낙엽교목으로, 꽃은 암수가 각각 딴나무에 달리고 흰색이며 4월에 핀다. 꽃에는 꿀샘이 없어 비교적 벌레가 찾아들지 않는다. 이 나무의 꽃이 일시에 피면 풍년이, 잘 피지 않으면 흉년이, 시름시름 피면 한발이 심하다는 속설이 전해온다. 잘 자라는 곳은 골짜기나 개울가 등이며 지리학적으로는 일본, 대만, 중국에 분포한다. 이 지방에서는 이 나무를 <이암나무> 또는 <뻣나무>라고도 한다.

## 같이 보기
- 이팝나무
- 마령초등학교

## 참고 자료
- 진안 평지리 이팝나무 군 - 국가유산청 국가유산포털